# Матекало, Флориян
Флориян Матекало (хорв. Florijan Matekalo; 25 апреля 1920, Яйце, КСХС — 20 мая 1995, Белград, СРЮ) — хорватский и югославский футболист, игравший на позиции полузащитника, и футбольный тренер.

## Клубная карьера
Флориян Матекало начинал заниматься футболом в клубе «Электробосна» из своего родного Яйце. С 1936 по 1939 год он играл за сараевскую «Славию», а с 1939 года выступал за загребский «Граджянски», выиграв с ним два чемпионата Хорватии и один чемпионат Югославии. После окончания Второй мировой войны Матекало представлял новообразованный «Партизан».

## Карьера в сборной
2 апреля 1940 года Флориян Матекало дебютировал в составе сборной Хорватии, представлявшей Хорватскую бановину, выйдя в основном составе в домашнем товарищеском матче с Швейцарией. На 46-й минуте этой игры Матекало забил гол, ставший первым в истории сборной Хорватии. Всего за Хорватию полузащитник провёл четыре матча и отметился одним результативным ударом.
Матекало также отыграл один матч за сборную Югославии, товарищескую встречу с Германией 3 ноября 1940 года.

## Тренерская карьера
После завершения игровой карьеры Флориян Матекало закончил тренерскую школу в Белграде в 1962 году и 17 лет работал тренером молодёжных команд в местном «Партизане», где также несколько раз возглавлял и главную команду клуба. В 1962 году Матекало занимал пост главного тренера сплитского «Хайдука».

## Достижения

### В качестве игрока
«Граджянски»
- Чемпион Югославии (1): 1939/40
- Чемпион Хорватии (2): 1941, 1943
- Обладатель Кубка Хорватии (1): 1941

 «Партизан»
- Чемпион Югославии (1): 1946/47